# Parc historique d'État de Dade Battlefield
Le parc historique d'État de Dade Battlefield (anglais : Dade Battlefield Historic State Park) est une réserve naturelle située dans l'État de Floride, au sud-est des États-Unis, dans le comté de Sumter.

## Histoire
Le "Dade Battlefield Historic State Park" est un parc d'État de la Floride situé sur la route 603, entre I-75 (sortie 314) et US 301. Les 80 acres (32 ha) du parc comprennent 40 acres (160 000 m2) de pins. L'autre partie est consacré à la bataille appelée le massacre de Dade, il préserve le champ de bataille de la seconde guerre séminole où les guerriers amérindiens se sont battus contre les soldats américains sous le commandement du major Francis L. Dade, le 28 décembre 1835. Chaque année, le week-end après Noël (le plus près possible de la date originale que possible), la Société Dade Battlefield parraine une reconstitution de la bataille.

## Photographies

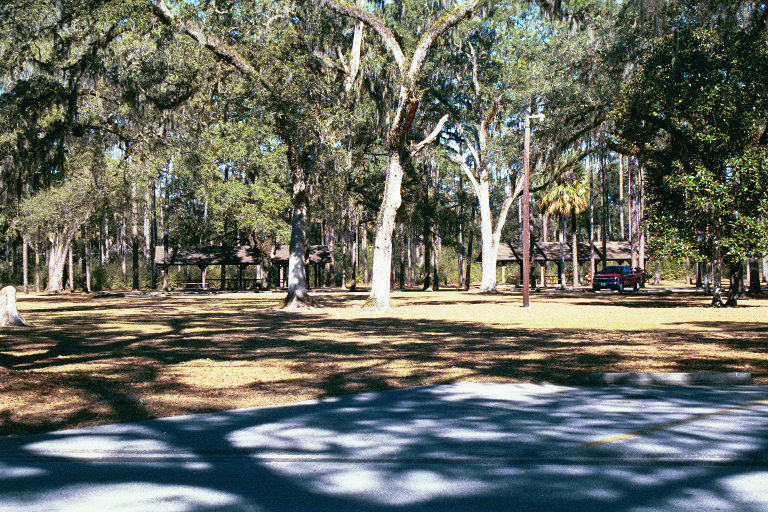
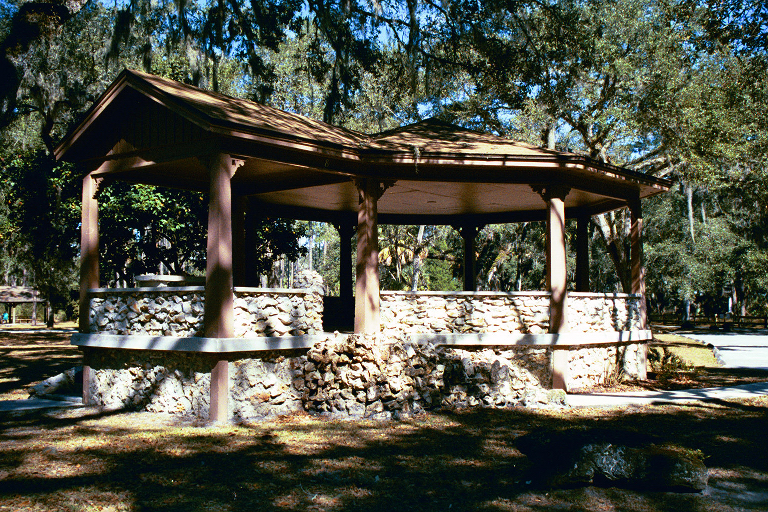